# Jean-Baptiste Béchet
Jean-Baptiste Béchet (Cernans, 1759-Besançon, 1830) fue un escritor e historiador francés.

## Biografía
Nacido en Cernans en 1759, fue secretario de la Academia de Besançon, además de miembro correspondiente de la Sociedad de Anticuarios de Francia y de la Academia de Dijon. Falleció el 27 de enero de 1830 en Besançon. Entre sus obras se encontraron títulos como Notions faciles et indispensables sur les nouveaux poids et mesures, sur le calcul décimal, avec des tables de comparaison (1801), los Annuaires du Jura (8 vol., 1803-1812), Examen critique de la huitième Satire de Boileau (1801) y Recherches historiques sur la ville de Salins (1828).